# Борко Пащрович
Борко Пащрович (на сръбски: Борко Паштровић или Borko Paštrović) е сръбски артилерийски офицер и революционер, деец на Сръбската въоръжена пропаганда в Македония от началото на XX век.

## Биография
Борко Пащрович е роден на 12 април 1875 година в Крагуевац, Сърбия. Завършва шести клас в гимназията в Крагуевац, след което завършва Военна академия в Белград. Като поручик участва в четническата акция на сръбската въоръжена пропаганда на 16 април 1905 година в Челопек. Участва в Балканската война като майор от артилерията. Загива на 18 декември 1912 година в сражение с войските на Мехмед Есад Бюлкат, отбраняващи крепостта Шкодра.